# Davrian

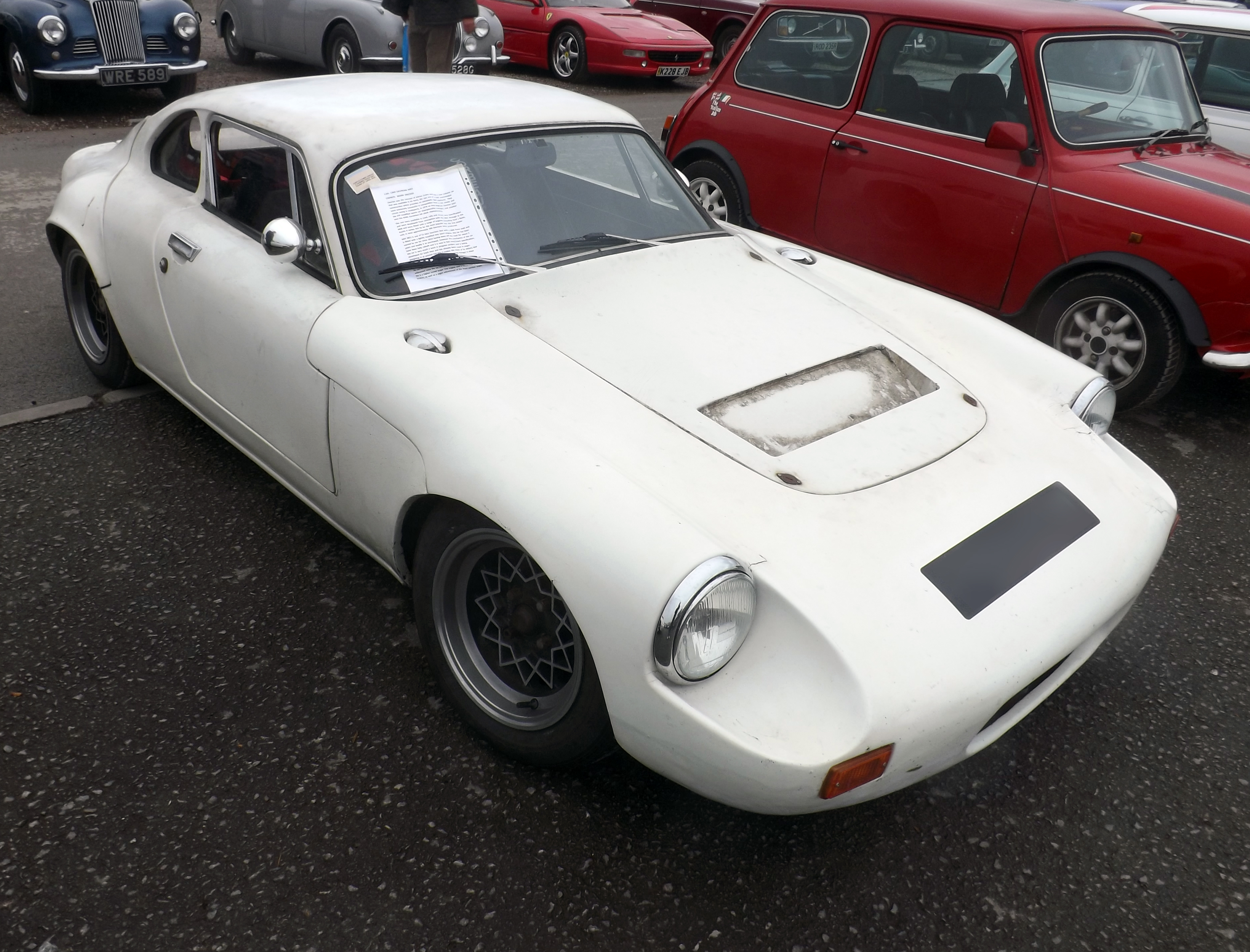
Davrian von 1970

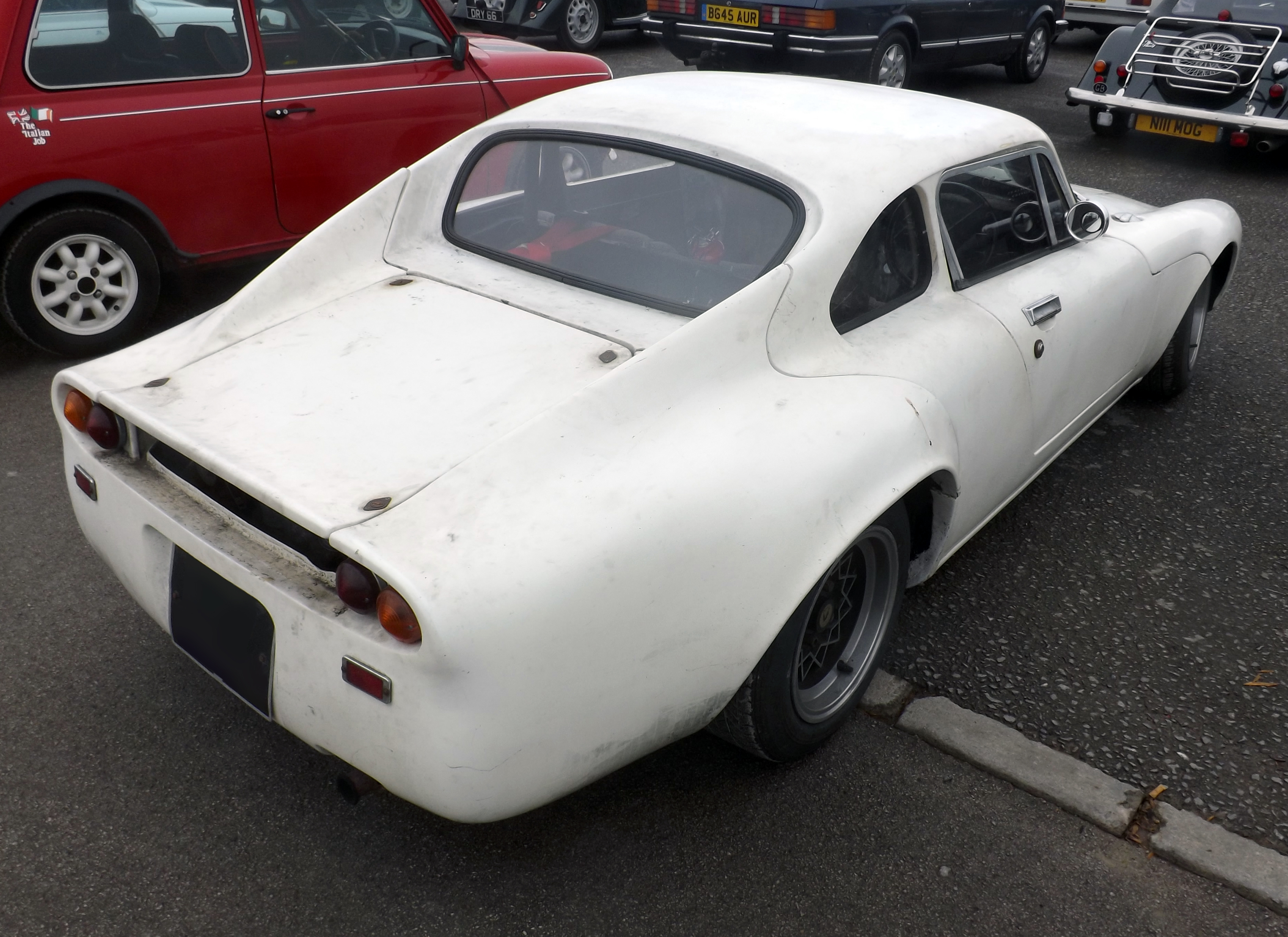
Heckansicht

Die Davrian Developments Ltd. war ein britischer Automobilhersteller. Der Firmensitz war von 1967 bis 1976 in Clapham, London, anschließend in Tregaron in der Grafschaft Ceredigion in Wales und von 1980 bis 1983 in Lampeter, ebenfalls in Ceredigion.

## Fahrzeuge
Das Unternehmen stellte Wettbewerbsfahrzeuge auf Basis von Kleinwagen her.
1968 wurde der Davrian Standard vorgestellt. Der Wagen basierte auf dem Hillman Imp, dessen Vierzylinder-Reihenmotor mit 875 cm³ er auch besaß. Dieser leistete 51 bhp (38 kW) bei 6.100 min−1.
1969 kam der Davrian Sport dazu, dessen Vierzylindermotor es auf 998 cm³ Hubraum brachte. Auch er basierte auf dem Hillman Imp, war aber im Unterschied zum Standard für Bahnrennen ausgelegt.
Die Wagen waren eher Rennfahrzeuge für Privatfahrer, besaßen aber auch eine Straßenzulassung. Neben den auf dem Hillman Imp basierenden Triebwerken war auf Kundenwunsch fast jeder Motor von Rootes oder Ford einzubauen.

## Modelle
| Modell   | Bauzeitraum | Zylinder | Hubraum | Leistung       | bei Drehzahl | Radstand | Gewicht |
| -------- | ----------- | -------- | ------- | -------------- | ------------ | -------- | ------- |
| Standard | 1968–1975   | 4 Reihe  | 875 cm³ | 51 bhp (38 kW) | 6100 min−1   |          | 508 kg  |
| Sport    | 1969–1975   | 4 Reihe  | 998 cm³ |                |              |          | 432 kg  |